# Rheydt
Rheydt es un municipio de la ciudad alemana de Mönchengladbach, situado en el oeste de Renania del Norte-Westfalia. Hasta 1418 y luego nuevamente desde 1933 (debido a una fractura de Mönchengladbach organizado por Joseph Goebbels) hasta 1975 era una ciudad independiente. Después de fusionarse con Mönchengladbach, la estación central (Hauptbahnhof Rheydt) mantuvo su nombre original, haciendo a Mönchengladbach la única ciudad de Alemania en tener dos estaciones llamadas "Hauptbahnhof".
El Castillo Rheydt, uno de los palacios mejor conservados de la época del Renacimiento, se encuentra en Rheydt.

## Personajes conocidos
Uno de los hijos de esta localidad es Paul Joseph Goebbels, responsable del área de propaganda nazi, persona de la más estrecha confianza de Hitler y orgulloso de todas las actuaciones del régimen.